# آرگوانی
آرگوانی (به لاتین: Argvani) یک منطقهٔ مسکونی در روسیه است که در داغستان واقع شده‌است.